# تشارلز هدسون (سياسي)
تشارلز هدسون (بالإنجليزية: Charles Hudson)‏ هو مُحرِّر وسياسي أمريكي، ولد في 14 نوفمبر 1795 في الولايات المتحدة، وتوفي بنفس المكان في 4 مايو 1881. حزبياً، نشط في حزب اليمين. انتخب عضو مجلس نواب ماساتشوستس وانتخب عضو مجلس النواب الأمريكي.